# Михайлова, Евгения Исаевна
Евге́ния Иса́евна Миха́йлова (род. 9 октября 1949, Сунтар, Якутская АССР) — российский государственный и общественный деятель, организатор образования, педагог, академик РАО (2015). Президент Северо-Восточного федерального университета имени М. К. Аммосова (с 2019). Доктор педагогических наук, профессор. Заслуженный учитель Российской Федерации (2000).
В 2007—2010 годах — вице-президент Республики Саха (Якутия), в 2010—2019 годах — ректор Северо-Восточного федерального университета имени М. К. Аммосова.

## Биография
Окончила физико-математический факультет Якутского государственного университета (1972).
С 1972 по 1983 год работала учителем математики в разных школах Якутской АССР.
В 1983 году работала организатором воспитательной работы средней школы № 20 гор. Якутска.
С 1983 по 1988 год — инспектор, заведующая Ярославским районным отделом народного образования Якутска.
С 1988 по 1996 год — заместитель заведующего, заведующая Якутским городским отделом народного образования, начальник городского управления образования, заместитель министра образования Республики Саха (Якутия). В 1996 году окончила Московский психологический институт и защитила диссертацию на соискание ученой степени кандидата психологических наук («Психологические особенности развития ответственности на рубеже перехода в юношеский возраст»).
В 1997—2002 гг. — министр образования Республики Саха (Якутия). Доктор педагогических наук (2000, диссертация «Теория и практика мониторинга качества обучения в региональной системе образования»).
В 2000 году удостоена звания заслуженного учителя Российской Федерации, в 2001 году удостоена звания почетного гражданина Республики Саха (Якутия).
В 2003—2007 гг. — заместитель председателя Правительства Республики Саха (Якутия). В 2007—2010 гг. — вице-президент Республики Саха (Якутия).
Распоряжением Правительства Российской Федерации от 9 апреля 2010 г. № 512-р Евгения Исаевна Михайлова назначена ректором Северо-Восточного федерального университета имени М. К. Аммосова. Вступила в должность 9 июня 2010 года после сессии Госсобрания (Ил Тумэн) Республики Саха (Якутия), на которой было принято решение о досрочном прекращении полномочий вице-президента РС(Я) в связи с назначением ректором СВФУ.
В 2011 г. избрана членом-корреспондентом Российской академии образования. В 2015 г. избрана академиком Российской академии образования (по Отделению профессионального образования).
С 2019 г. — президент Северо-Восточного федерального университета имени М. К. Аммосова.
Замужем, имеет четверых детей.

## Награды и звания
- Академик Петровской Академии наук
- Отличник народного просвещения РСФСР (1990)
- Заслуженный учитель Российской Федерации (2000)[2]
- Почётный гражданин Республики Саха (Якутия) (2001)[3]
- Медаль «Защитнику свободной России» (1993)[4]
- Почётная грамота Министерства просвещения СССР (1983)
- Орден «За заслуги перед Отечеством» IV степени (2010)[5]
- 2020 — Орден Почёта (14.10.2020) — за большие заслуги в научно-педагогической деятельности, подготовке квалифицированных специалистов и многолетнюю добросовестную работу[6].

## Критика
По данным вольного сетевого сообщества «Диссернет», являлась фигурантом диссертаций, которые содержат масштабные заимствования, не оформленные как цитаты.